# Parklife
Parklife es el tercer álbum de la banda de rock británica Blur, lanzado en abril de 1994 por Food Records. Tras las malas ventas de su álbum anterior Modern Life Is Rubbish (1993), Parklife trajo de vuelta a Blur a la prominencia en el Reino Unido, gracias a sus cuatro exitosos sencillos: «Girls & Boys», «End of a Century», «Parklife» y «To the End».
Certificado cuatro veces como álbum de platino en el Reino Unido, en el año siguiente a su lanzamiento, el álbum sería uno de los que definirían la emergente escena del britpop, junto con el álbum Definitely Maybe de sus futuros rivales Oasis. El britpop también sería el cimiento para el amplio movimiento Cool Britannia. Desde entonces, Parklife ha adquirido un significado cultural por éncima y más allá de sus considerables ventas y críticas positivas, concretando su estatus como punto de referencia de la música rock británica. El disco ha vendido más de cinco millones de copias a nivel mundial. En 2015, Spin incluyó el álbum en su lista de «Los 300 mejores álbumes de 1985-2014».

## Grabación
En 1990, un año antes del álbum debut de Blur, Damon Albarn, su vocalista, le había dicho a un grupo de periodistas, «Cuando nuestro tercer álbum salga, nuestro lugar como la banda quintaesencial inglesa de los 90 estará asegurado. Esto es una simple declaración. Planeo escribirlo en 1994».
Tras una serie de sesiones de grabación para el disco anterior de Blur, Modern Life Is Rubbish, Albarn empezó a escribir prolíficamente. Hicieron demos de las nuevas canciones de Albarn en grupos de dos y tres. Debido a su precaria posición económica en la época, de inmediato fueron hacia el estudio con el productor Stephen Street a grabar su tercer álbum. Se reunieron en agosto de 1993 para grabar su siguiente álbum. La grabación fue un proceso relativamente rápido, aparte de la canción «This is a Low».
Si bien los miembros de Blur estaban complacidos con el resultado final, David Balfe, el dueño de Food Records, no lo estaba, comentado a la gerencia de la banda que «Esto es un error». Poco después, Balfe vendió Food a EMI.

## Música
El frontman de Blur Damon Albarn le dijo a NME en 1994, «Para mí, Parklife es como un álbum conceptual vagamente vinculado involucrando todas esas diferentes historias. Son los viajes del místico devorador de lagers, viendo lo que está pasando en el mundo y comentándolo». Albarn citó la novela de Martin Amis llamada London Fields como una mayor influencia en el álbum. Noel Gallagher, el guitarrista de Oasis fue citado diciendo que Parklife era, «Como la Inglaterra Sureña personificada». Las canciones pasan por muchos géneros, como el sencillo influenciado por synthpop «Girls & Boys», el interludio de vals de «The Debt Collector», el influenciado por el punk «Bank Holiday», el espacial y Syd Barrettesco «Far Out», y el justamente influenciado por el new wave «Trouble in the Message Centre». El periodista John Harris comentó que si bien muchas de las canciones «reflejaban las pretensiones de Albarn hacia una mirada agridulce a la retacería humana del Reino Unido», él declaró que algunas canciones, incluyendo «To the End» —junto a Lætitia Sadier de Stereolab— y «Badhead» «yacen en un espacio mucho más personal».

## Título y portada

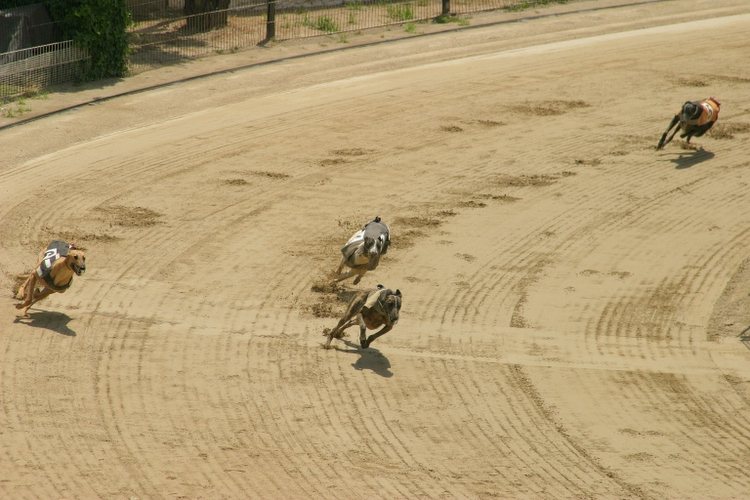
Carrera de galgos, tema de la portada del álbum.

El álbum iba a ser titulado London y la carátula iba a ser un carro de frutas y verduras. Albarn declaró a modo de broma, «Esa fue la última vez que Dave Balfe iba, de alguna forma, a prever cualquier decisión o proceso creativo con nosotros, y ese fue su contribución final: llamarlo London». La carátula es una referencia al pasatiempo británico de las carreras de galgos. La mayoría de las fotos en el libreto del CD son el de la banda presenciando una carrera de galgos en el Walthamstow Stadium, aunque la foto de carátula no fue tomada ahí. La portada del álbum de Parklife fue una de las diez elegidas por el Royal Mail para un conjunto de sellos postales de «Portada del álbum clásico» emitidos en enero de 2010.

## Recepción
Parklife fue recibido con elogios de la crítica. Johnny Dee, reseñando Parklife para NME, lo llamó «un gran disco pop», y agregó «En el papel suena como el infierno, en la práctica es alegre». Paul Evans de Rolling Stone declaró que con «uno de los mejores álbumes de este año», la banda «se da cuenta de su descarada ambición: reafirmar todo el estilo y el ingenio, el vínculo entre chicos y la aspiración al estrellato que originalmente hizo que el rock británico fuera tan deslumbrante». Por el contrario, Robert Christgau de The Village Voice indicó que la única buena canción del álbum era «Girls & Boys».
Parklife sigue siendo uno de los álbumes más aclamados de la década de 1990. En una revisión retrospectiva, Stephen Thomas Erlewine de AllMusic comentó: «Al unir el pasado y el presente, Blur articuló el espíritu de la época de mediados de los 90 y produjo un disco que definió una época». En Acclaimed Music, que suma la opinión crítica de la música, Parklife está clasificado como el quinto mejor álbum de 1994, el 28.º mejor de la década de 1990 y el 164.º mejor de todos los tiempos.

### Rendimiento comercial
Tras su lanzamiento, Parklife debutó en el número uno en la Lista de álbumes del Reino Unido y permaneció en la lista durante 90 semanas. Alcanzó el número seis en la lista de álbumes Billboard Top Heatseekers en los Estados Unidos. En el Reino Unido vendió 27 000 copias en su primera semana y vería un resurgimiento en las ventas la semana antes de la Navidad de 1994, con ventas semanales de 40 000. Parklife es el álbum de estudio más vendido de Blur en el Reino Unido, con poco más de un millón de copias vendidas.

### Reconocimientos
Parklife ha recibido elogios desde su lanzamiento oficial y es visto en gran medida no solo como uno de los mejores álbumes de 1994 y su década, sino de todos los tiempos. El álbum fue nominado al Mercury Prize de 1994, pero perdió frente a Elegant Slumming de M People. Blur también ganó cuatro premios en los Brit Awards de 1995, incluido el de Mejor Álbum Británico por Parklife. El álbum fue catalogado como uno de los 1001 álbumes que debes escuchar antes de morir.
En 2000 fue votado como el número 95 en los «Top 1000 álbumes de todos los tiempos de Colin Larkin».
En 2003, Pitchfork colocó el álbum en el número 54 en su lista de los «100 mejores álbumes de la década de 1990». En 2006, British Hit Singles & Albums y NME organizaron una encuesta de la cual, 40 000 personas en todo el mundo votaron por los 100 mejores álbumes de la historia y se colocó Parklife en el número 34 de la lista. El álbum ha sido aclamado como un «clásico del britpop».
En abril de 2014, la revista estadounidense LGBT Metro Weekly clasificó el álbum en el puesto 29 en su lista de los «50 mejores álbumes alternativos de los ‘90». En julio de 2014, Guitar World colocó a Parklife en su lista de «Superunknown: 50 Iconic Albums That Defined 1994». El álbum ocupó el puesto 171 en la lista de Spin «Los 300 mejores álbumes de los últimos 30 años (1985-2014)». En 2017, Pitchfork incluyó el álbum en el número dos de su lista «Los 50 mejores álbumes de britpop». En 2020, Rolling Stone  clasificó el álbum en el número 438 en su lista de los 500 mejores álbumes de todos los tiempos.

## Lista de canciones
Toda la música compuesta por Blur, todas las letras escritas por Damon Albarn, excepto «Far Out» escrita por Alex James.

| N.º | Título                              | Duración |  |
| 1.  | «Girls & Boys»                      | 4:50     |  |
| 2.  | «Tracy Jacks»                       | 4:20     |  |
| 3.  | «End of a Century»                  | 2:46     |  |
| 4.  | «Parklife» (con Phil Daniels)       | 3:05     |  |
| 5.  | «Bank Holiday»                      | 1:42     |  |
| 6.  | «Badhead»                           | 3:25     |  |
| 7.  | «The Debt Collector» (instrumental) | 2:10     |  |
| 8.  | «Far Out»                           | 1:41     |  |
| 9.  | «To the End»                        | 4:05     |  |
| 10. | «London Loves»                      | 4:15     |  |
| 11. | «Trouble in the Message Centre»     | 4:09     |  |
| 12. | «Clover Over Dover»                 | 3:22     |  |
| 13. | «Magic America»                     | 3:38     |  |
| 14. | «Jubilee»                           | 2:47     |  |
| 15. | «This Is a Low»                     | 5:07     |  |
| 16. | «Lot 105» (instrumental)            | 1:17     |  |

| canción extra en la versión japonesa |                                                                                   |          |  |
| N.º                                  | Título                                                                            | Duración |  |
| 17.                                  | «Girls and Boys (Pet Shop Boys 12" Remix)» (canción extra en la versión japonesa) | 7:17     |  |

Todas las letras escritas por Albarn, excepto «Red Necks» escrita por Coxon, y «Alex's Song» escrita por James, toda la música compuesta por Albarn, Coxon, James y Rowntree, excepto «Alex's Song», escrita por James. 
| Blur 21 (2012) - Parklife disco bonus |                                                 |          |  |
| N.º                                   | Título                                          | Duración |  |
| 17.                                   | «Magpie»                                        | 4:16     |  |
| 18.                                   | «Anniversary Waltz»                             | 1:23     |  |
| 19.                                   | «People in Europe»                              | 3:28     |  |
| 20.                                   | «Peter Panic»                                   | 4:22     |  |
| 21.                                   | «Girls & Boys» (Pet Shop Boys 12" remix)        | 7:17     |  |
| 22.                                   | «Threadneedle Street»                           | 3:18     |  |
| 23.                                   | «Got Yer!»                                      | 1:48     |  |
| 24.                                   | «Beard»                                         | 1:45     |  |
| 25.                                   | «To the End» (versión francesa)                 | 4:06     |  |
| 26.                                   | «Supa Shoppa»                                   | 3:02     |  |
| 27.                                   | «Theme from an Imaginary Film»                  | 3:35     |  |
| 28.                                   | «Red Necks»                                     | 2:54     |  |
| 29.                                   | «Alex's Song»                                   | 2:45     |  |
| 30.                                   | «Jubilee» (versión acústica en vivo en la BBC)  | 2:33     |  |
| 31.                                   | «Parklife» (versión acústica en vivo en la BBC) | 3:00     |  |
| 32.                                   | «End of a Century» (versión acústica)           | 2:44     |  |

| Edición japonesa |                       |          |  |
| N.º              | Título                | Duración |  |
| 33.              | «Girls & Boys» (Demo) | 4:54     |  |

Notas del disco extra
- La pista 17 a 20 del sencillo «Girls & Boys» —marzo de 1994—
- La pista 21 a 23 del sencillo «To the End» —mayo de 1994—
- La pista 24 a 27 del sencillo «Parklife» —agosto de 1994—
- La pista 28 y 29 del sencillo «End of a Century» —noviembre de 1994—
- La pista 30 y 31 BBC Radio 1 inédito - Simon Mayo, 1994
- La pista 32 del CD promocional en español «End of a Century»
- La pista 33 es inédita

## Personal
- Damon Albarn - voz principal y de acompañamiento, teclados, órgano Hammond, Sintetizador Moog, melódica, vibráfono, grabadora, programación
- Graham Coxon - guitarras, coros, clarinete, saxofón, percusión
- Alex James - bajo, voz en «Far Out»
- Dave Rowntree - batería, percusión, programación

Músicos adicionales
- Stephen Street - sintetizador, efectos de sonido, programación
- Lætitia Sadier - voz en «To the End»
- Phil Daniels - narración en «Parklife»
- Stephen Hague - acordeón

Cuarteto de cuerda
- Chris Tombling
- Audrey Riley
- Leo Payne MBE
- Chris Pitsillides

Duke Trings
- Louisa Fuller - violín
- Rick Koster - violín
- Marque - violín [cita requerida]
- John Metcalfe - arreglo de cuerdas, viola
- Ivan McCready - violonchelo

Kick Horns
- Richard Edwards - trombón
- Roddy Lorimer - fliscorno, trombón
- Tim Sanders - saxo tenor, saxo soprano
- Simon Clarke - saxo barítono, saxo alto, flauta[33]

## Listas y certificaciones

### Listas semanales
| Lista (1994)                      | Posición más alta |
| --------------------------------- | ----------------- |
| Australia (ARIA)                  | 45                |
| Nueva Zelanda (Recorded Music NZ) | 27                |
| Noruega (VG-lista)                | 37                |
| Suecia (Sverigetopplistan)        | 8                 |
| Reino Unido (UK Albums Chart)     | 1                 |

### Certificaciones
| Región | Certificación | Ventas     |
| --- | ------------- | ---------- |
| Canadá (Music Canada) | Oro           | 50.000^    |
| Nueva Zelanda (RIANZ) | Oro           | 15.000^    |
| Reino Unido (BPI) | 2x Platino    | 1.200.000^ |
| Resúmenes |               |            |
| Europa (IFPI) | Platino       | 1,000,000* |
| * Cifras de ventas basadas únicamente en la certificación. ^ Las cifras de envíos se basan únicamente en la certificación. |               |            |